# Sheer Heart Attack
Sheer Heart Attack is het derde album van de rockgroep Queen. Daarnaast was het hun eerste commerciële succes. Freddie Mercury schreef zes nummers voor het album, Brian May schreef er vier, Roger Taylor en John Deacon beiden een. Stone Cold Crazy werd geschreven door alle vier de leden.

## Tracklist
1. "Brighton Rock" (May) - 5:08
2. "Killer Queen" (Mercury) - 2:57
3. "Tenement Funster" (Taylor) - 2:48
4. "Flick of the Wrist" (Mercury) - 3:46
5. "Lily of the Valley" (Mercury) - 1:43
6. "Now I'm Here" (May) - 4:10
7. "In the Lap of the Gods" (Mercury) - 3:20
8. "Stone Cold Crazy" (Deacon/May/Mercury/Taylor) - 2:12
9. "Dear Friends" (May) - 1:07
10. "Misfire" (Deacon) - 1:50
11. "Bring Back That Leroy Brown" (Mercury) - 2:13
12. "She Makes Me" (May) - 4:08
13. "In the Lap of the Gods Revisited" (Mercury) - 3:42